# Symphysodon siamensis
Symphysodon siamensis là một loài rêu trong họ Pterobryaceae. Loài này được Tixier mô tả khoa học đầu tiên năm 1971.